# Sant Pere d'Aiguaviva
Sant Pere d'Aiguaviva és una església historicista del Montmell (Baix Penedès) protegida com a Bé Cultural d'Interès Local.

## Descripció
Església de petites dimensions. A l'exterior es pot veure la façana amb una portalada d'arc de mig punt amb arquivoltes i una escalinata. Al voltant de l'església es veuen nombrosos contraforts. A la banda esquerra hi ha una petita nau adossada, rematada per una espadanya d'una campana.
L'interior té una sola nau amb grans arcs de mig punt i finestres del mateix tipus amb vitralls molt bonics. A l'absis hi ha una imatge de Sant Pere. Totes les columnes tenen funció decorativa.

## Història
Fou construïda sobre una altra església, romànica. La nova església fou edificada per voluntat de l'amo de la finca, J. Collaso i gil, per tal d'ampliar-ne l'antiga.
La nova església, d'estil neoromànic, fou beneïda el 15 de desembre de 1930 pel bisbe de Barcelona, Mannuel Irurita i Almadoz.